# Volymflöde
Volymflöde är inom strömningsmekanik den volym som passerar en gränsyta per tidsenhet. Inom SI mäts volymflöde i enheten kubikmeter per sekund.
Inom fysik och teknik, i synnerhet vätskedynamik, är den volymetriska flödeshastigheten (även känd som volymflödeshastighet eller volymhastighet) volymen vätska som passerar per tidsenhet; vanligtvis representeras den av symbolen Q (ibland V̇). Det står i kontrast till massflödet, som är den andra huvudtypen av vätskeflöde. I de flesta sammanhang hänvisar sannolikt ett omnämnande av vätskeflödeshastigheten till den volymetriska hastigheten. Inom hydrometri är den volymetriska flödeshastigheten känd som urladdning. Volumetrisk flödeshastighet ska inte förväxlas med volymetriskt flöde, som definieras av Darcys lag och representeras av symbolen q, med enheter av m³/(m²·s), det vill säga m·s⁻¹. Integreringen av ett flöde över ett område ger den volymetriska flödeshastigheten. SI-enheten är kubikmeter per sekund (m³/s). En annan enhet som används är standard kubikcentimeter per minut (SCCM). I sedvanliga enheter och imperialistiska enheter i USA uttrycks volymetrisk flödeshastighet ofta som kubikfot per sekund (ft³/s) eller gallon per minut (antingen amerikanska eller imperialistiska definitioner). I oceanografi är sverdrup (symbol: Sv, inte att förväxla med sievert) en icke-SI metrisk flödesenhet, med 1 Sv lika med 1 miljon kubikmeter per sekund (260 000 000 US gal/s) det är ekvivalent med den SI-härledda enheten kubikhectometer per sekund (symbol: hm³/s eller hm³⋅s⁻¹). Uppkallad efter Harald Sverdrup används den nästan uteslutande inom oceanografi för att mäta den volymetriska transporthastigheten av havsströmmar.

## Grundläggande definition
Volumetrisk flödeshastighet definieras av gränsen:
{\displaystyle {\displaystyle Q={\dot {V}}=\lim \limits _{\Delta t\rightarrow 0}{\frac {\Delta V}{\Delta t}}={\frac {\mathrm {d} V}{\mathrm {d} t}}}}
Det vill säga volymflödet av vätska V genom en yta per tidsenhet t.
Eftersom detta endast är tidsderivatan av volym, en skalär kvantitet, är den volymetriska flödeshastigheten också en skalär kvantitet. Förändringen i volym är mängden som strömmar efter att ha passerat gränsen under en viss tidsperiod, inte bara den initiala mängden volym vid gränsen minus den slutliga mängden vid gränsen, eftersom förändringen i volym som strömmar genom området skulle vara noll för konstant flöde.
IUPAC föredrar notationen {\displaystyle {\displaystyle q_{v}}} och{\displaystyle {\displaystyle q_{m}}} för resp. volymetriskt flöde och massflöde, för att skilja från notationen  {\displaystyle {\displaystyle Q}} för värme.

## Användbar definition
Volumetrisk flödeshastighet kan också definieras av:
{\displaystyle {\displaystyle Q=\mathbf {v} \cdot \mathbf {A} }}
där
v = flödeshastighet
A = vektorarea/yta i tvärsnitt
Ovanstående ekvation gäller endast för plana, plana tvärsnitt. I allmänhet, inklusive krökta ytor, blir ekvationen en ytintegral:
{\displaystyle {\displaystyle Q=\iint _{A}\mathbf {v} \cdot \mathrm {d} \mathbf {A} }}
Det är den definition som används i praktiken. Ytan som krävs för att beräkna den volymetriska flödeshastigheten är verklig eller imaginär, platt eller krökt, antingen som en tvärsnittsarea eller en yta. Vektorarean är en kombination av storleken på arean genom vilken volymen passerar, A, och en enhetsvektor vinkelrät mot området,
{\displaystyle {\displaystyle {\hat {\mathbf {n} }}}} Relationen är {\displaystyle {\displaystyle \mathbf {A} =A{\hat {\mathbf {n} }}}.}
Anledningen till prickprodukten är följande. Den enda volymen som strömmar genom tvärsnittet är mängden som är normal mot arean, det vill säga parallell med enhetsnormalen. Detta belopp är:
{\displaystyle Q=vA\cos \theta }
var θ är vinkeln mellan enheten normal {\displaystyle {\displaystyle {\hat {\mathbf {n} }}}} och hastighetsvektorn v av ämneselementen. Mängden som passerar genom tvärsnittet reduceras med faktorn cos θ. När θ ökar passerar mindre volym. Ämne som passerar tangentiellt till arean, som är vinkelrät mot enhetsnormalen, passerar inte genom området. Detta inträffar när  θ = π/2 och så denna mängd av den volymetriska flödeshastigheten är noll:
{\displaystyle Q=vA\cos \left({\frac {\pi }{2}}\right)=0}Dessa resultat är ekvivalenta med punktprodukten mellan hastighet och normalriktningen till området. När massflödet är känt, och densiteten kan antas konstant, är detta ett enkelt sätt att få {\displaystyle Q.}
{\displaystyle {\displaystyle Q={\frac {\dot {m}}{\rho }}}}
där 
ṁ =massflödeshastighet (i kg/s).
ρ = densitet (i kg/m³).

## Relaterade kvantiteter
I förbränningsmotorer beaktas tidsarea integralen över området för ventilöppning. Tidslyftsintegralen ges av:
{\displaystyle {\displaystyle \int L\,\mathrm {d} \theta ={\frac {RT}{2\pi }}\left(\cos \theta _{2}-\cos \theta _{1}\right)+{\frac {rT}{2\pi }}\left(\theta _{2}-\theta _{1}\right)}}
där T är tiden per varv, R är avståndet från kamaxelns centrumlinje till kamspetsen, r är radien på kamaxeln (det vill säga R − r är maximal lyft), θ₁ är vinkeln där öppningen börjar, och θ₂ är där ventilen stänger (sekunder, mm, radianer). Detta måste beaktas av bredden (omkretsen) på ventilhalsen. Svaret är vanligtvis relaterat till cylinderns svepta volym.